# Pryda Friends
Pryda Friends är ett underbolag till det svenska skivbolaget Pryda som ägs av Eric Prydz. Pryda Friends släpper housemusik gjord av bekanta till Eric och samproduktioner med Eric.

## Diskografi
- PRYF 001: Axer - 123
- PRYF 002: Paolo Mojo - 1983
- PRYF 003: Henrik B - Airwalk
- PRYF 004: Giorgio Prezioso vs Libex - Xperimental Scratch
- PRYF 005: Paolo Mojo - Paris